# يزيد بن حرام
يزيد بن حرام صحابي من الأنصار، شهد بيعة العقبة الثانية.

## سيرته
هو يزيد بن خذام بن سُبَيع بن خنساءَ بن عُبَيد بن عَدِيّ بن غَنْم بن كعب بن سَلِمَة، اختلف في اسمه أبيه فقيل: يَزِيد بن حَرَام، وقيل: يزيد بن حذام، وقيل: يزيد بن خُدَارة. شهد العَقَبَةََ الثانية مع السبعين من الأنصار،